# Anorostoma jersei
Anorostoma jersei är en tvåvingeart som beskrevs av Garrett 1924. Anorostoma jersei ingår i släktet Anorostoma och familjen myllflugor. Inga underarter finns listade i Catalogue of Life.